# Question du rattachement de la Loire-Atlantique à la région Bretagne

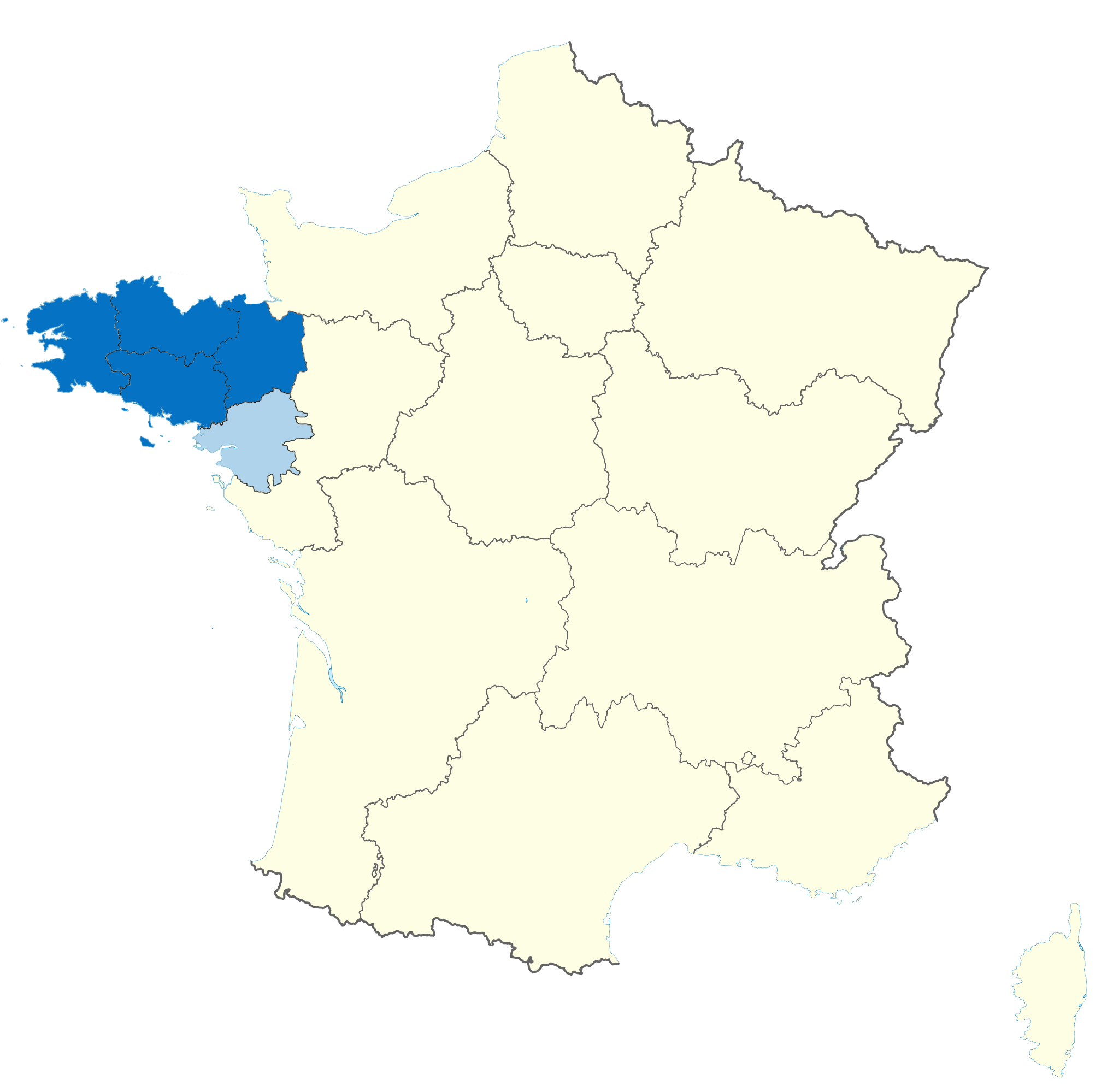
Carte de France des régions administratives, avec en bleu foncé la région administrative Bretagne et en bleu clair le département de la Loire-Atlantique.

La question du rattachement de la Loire-Atlantique à la région Bretagne, également appelée réunification de la Bretagne, est un débat relatif au rattachement du département à la région des Pays de la Loire.
Ce découpage reste un sujet polémique dans ce département, ainsi que dans le reste de la Bretagne. Des élus de la Loire-Atlantique et des départements bretons, des mouvements politiques et des associations régionales demandent la réunification administrative des cinq départements dont la Loire-Atlantique en une seule région Bretagne.

## Liens historiques entre la Loire-Atlantique et la Bretagne

### Moyen Âge
Après la chute de l'Empire romain d'Occident en 476, la cité de Nantes passe sous le contrôle du royaume franc de Clovis. Grégoire de Tours rapporte que la ville, au temps de Clovis, est assiégée par un certain Chillon, un chef franc ou saxon, et son armée. Durant la période franque, la ville joue un rôle essentiel dans la défense contre l'expansion bretonne dans la péninsule armoricaine. Elle devient la capitale de la marche de Bretagne à l'époque de Charlemagne, au départ dirigée par le comte Roland avec le titre de préfet de la marche de Bretagne.
Après la mort de Charlemagne, l'expansion bretonne reprend. En 850, la région est conquise par le breton Nominoë. Les villes de Nantes et de Rennes sont occupés à ce moment. À partir du XIIe siècle, Nantes accueille les ducs de Bretagne, conjointement avec Rennes ou encore Suscinio. Les ducs de Bretagne installent un château à Nantes.
Après avoir atteint son extension maximale sous le règne de Salomon au IXe siècle, le royaume de Bretagne s'affaiblit au siècle suivant et son territoire s'amoindrit. Au tournant de l'an mille, « la Bretagne historique s'est fixée » : elle conservera les mêmes limites jusqu'à la Révolution française.
Ces frontières coïncident presque exactement avec celles des départements actuels d'Ille-et-Vilaine et de la Loire-Atlantique au nord de la Loire ; au sud la correspondance ne peut être qu'approximative du fait de l'existence des « marches communes », attestées à partir du XIIe siècle. Celles-ci constituent une zone transitoire entre les souverainetés bretonne, poitevine et angevine où le statut juridique d'un peu plus de 80 paroisses représente un « indéniable imbroglio ».

### De la Révolution française à la fin de laIIIeRépublique

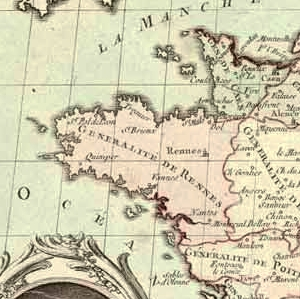
Carte de la généralité de Rennes en 1789.

La Révolution française amène la dissolution du Parlement de Bretagne le 3 novembre 1789 et des États de Bretagne le 5 novembre 1789. La province laisse place à partir de 1790 à cinq départements qui recoupent les divisions existantes de la province :

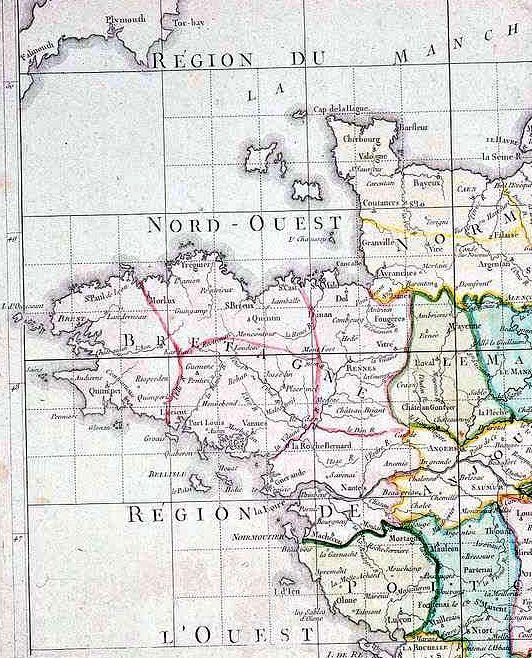
Premier projet de subdivision des provinces, établi le 29 septembre 1789. En Bretagne, le découpage définitif ne s'en écarte que marginalement.

- Côtes-du-Nord (devenues Côtes-d'Armor en 1990)
- Finistère
- Ille-et-Vilaine
- Loire-Inférieure (devenue Loire-Atlantique en 1957)
- Morbihan.

L'idée d'un sixième département formé autour de Saint-Malo est un temps envisagée, mais est finalement délaissée.
Le régime républicain issu de la révolution de 1848 institue des « commissariats généraux » à compétence interdépartementale, qui n’ont qu'une existence éphémère. Les cinq départements bretons sont réunis sous l'autorité du commissaire général Michel Rocher, préfet de Loire-Inférieure, qui chapeaute les autres commissaires de la République en Bretagne.
Il en existe des circonscriptions supradépartementales dans des domaines particuliers :
- la cour d'appel de Rennes coiffe la Bretagne et la Loire-Atlantique[10] ;
- l’archevêché de Rennes ne contient pas la Loire-Inférieure, qui dépend de Tours ;
- la limite entre les régions militaires coupe en deux les Côtes-du-Nord : l'ouest du département, le Finistère, le Morbihan et la Loire-Inférieure dépendent de Nantes, l'est du département et l'Ille-et-Vilaine du Mans[11] ;
- les chambres régionales d’agriculture[12] ;
- les inspections régionales du travail (11 en 1939)[12] ;
- les régions judiciaires (16 en 1939)[12] ;
- les régions sanitaires[12];
- les régions postales[12] ;
- les régions d’assurances sociales[12] ;
- en septembre 1919, les fédérations de syndicats d'initiative commencent à organiser des « régions touristiques » sur un modèle touristique, géographique et ethnographique : une région appelée « Bretagne » s'étend alors sur le Morbihan, le Finistère, les Côtes-du-Nord et l'Ille-et-Vilaine ; la Loire-Inférieure est rattachée à une région appelée « Vallée de la Loire ».

Parmi tous ces découpages sans cohérence entre eux, l'un mérite davantage d'attention, par son ambition initiale et surtout parce que son influence ultérieure est souvent évoquée. La mobilisation de la Première Guerre mondiale débouche sur un projet de création de régions économiques dites « groupements économiques régionaux » ou « régions Clémentel » ; les attributions d'Étienne Clémentel étant limitées (il est ministre du Commerce), le projet n'a guère d'ampleur et ne vise qu'à regrouper rationnellement les 149 chambres de commerces françaises. Le découpage est guidé par les travaux de géographie scientifique de Vidal de la Blache qui avait en 1910 construit un découpage de la France en dix-sept régions autour du concept de « villes-nœuds ».
Pour la Bretagne, le regroupement Clémentel aboutit à créer deux régions :
- la VIe région économique comprend l’Ille-et-Vilaine, les Côtes-du-Nord et le nord du Finistère ;
- au sud, la Ve région se voit attribuer la Mayenne, la Sarthe, l'Indre-et-Loire, le Maine-et-Loire, la Vendée, la Loire-Inférieure, le Morbihan et le sud du Finistère.

### IIIeRépublique
Le 3 janvier 1859, une bulle papale du pape IX réorganise l'archidiocèse de Tours en créant l'archidiocèse de Rennes.
Le 5 avril 1919, Étienne Clémentel, ministre du Commerce et de l’Industrie de Georges Clemenceau, instaure 15 groupements d’intérêts régionaux autour des principales chambres de commerce. Dans ce découpage, les villes de Rennes et Nantes ont toutes les deux leur propre groupement.
En 1938, Finistère Sud et Morbihan sont distraits de la région de Nantes et attribués à celle de Rennes, suscitant les protestations de la Chambre de commerce de Nantes, appuyée par celles de Quimper et Lorient. L'Indre-et-Loire est au même moment disjointe de la Ve région : par voie de conséquence, les Ve et VIe régions Clémentel dans leur état final correspondent aux collectivités territoriales contemporaines. Ce découpage est confirmé par le décret du 28 septembre 1938, qui renforce le poids de ces régions économiques ; des conseils interdépartementaux de préfecture existent aussi.

### Seconde Guerre mondiale
Un projet allemand de réorganisation administrative de la France préparé par le géographe Walter Christaller, de l'Office de planification du Commissariat du Reich, montre une Bretagne réduite à quatre départements, et la création d'une région avec Nantes comme chef-lieu qui regroupe la Loire-Inférieure, le Poitou, une partie de l'Anjou et s'étend jusqu'à la Saintonge.
Au printemps 1941, le maréchal Pétain charge le Conseil national de créer une commission des provinces avec pour objectif de dessiner les limites des futures régions qui seraient instaurées une fois la guerre terminée.
Lucien Romier est nommé à la tête de cette commission d'une vingtaine de membres, qui commence ses travaux le 6 mai 1941. Le 15 mai, une première carte est tracée : elle regroupe les départements français en 16 provinces. Rennes y est la capitale d'un ensemble regroupant la Bretagne, l'Anjou et le Maine. Le 23 août, la commission qui a ajourné ses travaux pendant trois mois propose un nouveau découpage, cette fois en vingt provinces, où le seul Maine-et-Loire est adjoint aux cinq départements bretons. Une dernière modification est apportée après clôture des travaux de la Commission, sur intervention du Maréchal lui-même : le Maine-et-Loire est disjoint et la Bretagne établie en province dans le cadre de son territoire traditionnel.
Mais, alors même que les travaux de la commission ne sont pas terminés, le 30 juin 1941, un décret d'application de la loi du 19 avril sur l'institution des préfets de région est publié : il institue une région de Rennes, composée de quatre départements, et une région d'Angers à laquelle est rattachée la Loire-Inférieure, et composée de ce département, du Maine-et-Loire, de la Mayenne, de la Sarthe et de la partie occupée de l'Indre-et-Loire. Selon Marc Le Fur, la Loire-Atlantique aurait été rattachée à la région d’Angers via un décret du gouvernement de Vichy du 30 juin 1941,. Cette idée est défendue par Alan Stivell.
Cependant, le décret du 30 juin 1941 séparant la Loire-Inférieure du reste de la Bretagne devait rester provisoire. Selon l'historien Alain Croix, « il est un peu vrai et surtout faux, de dire de Pétain qu’il a séparé la Loire-Atlantique de la Bretagne ».
Un autre découpage, celui de la France en provinces défini par le Conseil national en août 1941 établit une province de Bretagne en cinq départements, dont les limites auront suscité un arbitrage du maréchal Pétain lui-même mais qui n'aura guère d'existence effective.
L'apparente contradiction entre ces deux productions de la même année, une « grande Bretagne » à cinq départements issue des travaux du Conseil national et une « petite Bretagne » à quatre départements comme territoire de compétence du préfet de région a été longuement analysée.
On a tout d'abord noté qu'il n'y a pas nécessairement sérieuse contradiction : l'exposé de la loi précise que « cette réforme se présente sous le double aspect du provisoire, en ce qui concerne la délimitation des régions, et de la durée (…) » ; le Maréchal Pétain a expressément souligné qu'il s'agissait de « groupements provisoires » qui « n'engageaient nullement l'avenir de la constitution des provinces ».
Pierre Barral voit dans le décret de juin 1941 l'influence des « circonstances » : c'est pour lui l'existence d'un commandement de la Wehrmacht à Angers qui a joué un rôle déterminant sur le choix finalement adopté. On retrouve cette thèse des « circonstances » dans un plaidoyer du 3 septembre 1943 du préfet régional d'Angers : « Le choix d'Angers comme chef-lieu de région a été imposé par les circonstances. À la paix, Nantes reviendra à la Bretagne si les provinces sont reconstituées à ce moment-là ».
S'appuyant sur ses entretiens avec Louis-Dominique Girard, chef du cabinet civil de Pétain, Hervé Le Boterf va dans le même sens, et même plus loin en distinguant l'« infortuné Maréchal » et une « administration jacobine » qui l'aura souvent « trahi ». Il attribue à des raisons très pratiques et conjoncturelles (distance de Nantes à Angers dans un pays sinistré) le découpage séparant la Loire-Inférieure du reste de la Bretagne, et reste persuadé que la volonté réelle du Maréchal était de restituer à terme à la Bretagne ses limites historiques.
Les analyses de Michèle Cointet et Marc Olivier Baruch sont plus fines et circonstanciées. S'étendant longuement sur le rôle des différents protagonistes dans la mise en place de la régionalisation par le régime de Vichy, notamment Lucien Romier dont elle souligne le pragmatisme et l'intérêt pour le découpage Clémentel, Michèle Cointet souligne qu'en ce domaine il ne faut pas « assimile[r] légèrement pétainisme et Action française » . Quand il s'agit de comprendre pourquoi le décret de juin 1941 est venu s'interposer dans les travaux de la commission des provinces, M. O. Baruch met en avant les tendances autoritaires du régime et en particulier le rôle de Marcel Peyrouton : il s'agit d'instaurer un niveau efficace de commandement, en particulier en matière de ravitaillement et de répression policière ; dans le même sens Michèle Cointet parle de « résistance à la régionalisation du ministère de l'Intérieur » et même, dans un second temps, de « véritable sabotage de la réforme provinciale ».
Les régions du régime de Vichy ne survécurent pas longtemps à sa chute : si une ordonnance du 10 janvier 1944 institua des commissaires régionaux de la République en reprenant presque à l'identique le découpage de Vichy, ces commissaires furent supprimés par une loi du 26 mars 1946.

### IVeRépublique

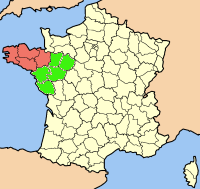
Les territoires des régions Bretagne (en rouge) et Pays de la Loire (en vert).

Sous la IVe République, les thématiques d'aménagement du territoire et de planification prirent une place centrale, et on envisagea rapidement de nouveau la création de groupements supra-départementaux.
En 1948, Jean-François Gravier publia Paris et le désert français ouvrage qui eut un retentissement important autant qu'inattendu et une influence certaine, en particulier sur le ministre Eugène Claudius-Petit. Gravier proposait un plan de découpage de la France en régions, qui organiserait une petite Bretagne à quatre départements, et une large région « des pays de l'Ouest », dont la capitale serait Angers et regrouperait les cinq départements composant aujourd'hui les Pays de la Loire mais aussi les Deux-Sèvres, la Vienne et l'Indre-et-Loire. Le plan était argumenté, son auteur soulignant que la Bretagne amputée de la Loire-Atlantique était déjà le cadre de plusieurs institutions (Comité d'expansion, Sociétés de développement et d'équipement, etc.), et écrivant : « la Loire-Atlantique n'a plus de liens économiques avec la Bretagne et se rattache maintenant aux autres pays ligériens, Anjou et Touraine ».
Le décret Pflimlin du 30 juin 1955 créa les régions de programme qui avaient pour objectif d'optimiser l'aménagement du territoire : selon des considérations économiques, la Loire-Atlantique est placée dans la région Pays de la Loire. En application d'un décret du 30 juin 1955, un arrêté en date du 28 novembre 1956 délimita des « régions de programme », dont la fonction était de servir de cadre à une planification complémentaire du Plan national. Un groupe de synthèse présidé par le commissaire général adjoint au Plan, Jean Vergeot, avait été chargé d'en définir les contours. Parmi les 22 régions qu'il créa en métropole, il inclut la Loire-Inférieure dans celle des Pays de la Loire. Cette inclusion lui fut, semble-t-il, difficile à décider, mais il se basa sur des considérations économiques (échanges téléphoniques, transports, etc.)[réf. souhaitée] pour réaliser un projet qui concernait essentiellement l'administration.

### VeRépublique
Au fil du temps, ces régions furent investies de compétences de plus en plus grandes : instauration des préfets de région en 1964, des établissements publics régionaux avec la loi de régionalisation de 1972. La loi de décentralisation de 1982 les érigea en collectivités territoriales, et institua l'élection de leur conseil au suffrage universel direct.

Graphique réalisé suivant les données recueilli par Skol Breizh sur le rattachement de la Loire-Atlantique à la Bretagne.

La création des préfets de région en 1964, des établissements publics régionaux en 1972 et des régions en 1982 entérina ce découpage et lui donna une légitimité. Dans cette même période, l'identité bretonne s'affirma et l'attribution de la Loire-Atlantique aux Pays de la Loire se trouva contestée. En 1972, le conseil général du département émit le vœu d'être rattaché à une région incluant les cinq départements bretons mais en y associant les départements voisins.
À partir des années 1970, la position de la Loire-Atlantique dans les Pays de la Loire est de plus en plus contestée. Déjà dans les années 1960, la partition administrative de la Bretagne est prise à cœur : quand les maires de Rennes et de Nantes se rencontrent à Nozay, René Pleven déclare : « Le 15 novembre 1965 sera un jour historique pour la Bretagne qui a retrouvé son unité ». En 1972, le conseil général de la Loire-Atlantique vote un vœu mi-figue mi-raisin se prononçant pour l'intégration du département dans une région regroupant les cinq départements bretons, mais associant aussi les départements voisins. Dans les années 1970, l'opinion publique entre en jeu avec la création du Comité pour l'unité administrative de la Bretagne (CUAB) et de l'association B5, qui mobilisent 7 000 manifestants à Nantes en 1976. Les premières contestations ont lieu à Nantes, réunissant entre 5 000, et 7 000 manifestants. Ces appels à manifester, qui rassemblent différentes personnalités, sont généralement festifs, comme lors d'un défilé de 4 000 personnes en 1981 et en 2001 (co-organisé par l'Institut culturel de Bretagne et le conseil culturel de Bretagne). Dans les années 2000, des actions sont réalisées chaque année (forum des droits de l'homme 2004, à Saint-Nazaire en 2005, Festimanif 2008, fresque humaine en 2010).
En 1977, l’État français présidé par Valéry Giscard d'Estaing reconnaît la Bretagne comme minorité culturelle et lui accorde une Charte à laquelle adhère le Conseil général de la Loire-Atlantique, ce que Pierre-Yves Le Rhun interprète comme une « reconnaissance explicite de l’appartenance du département à la Bretagne ». Le conseil municipal de Nantes en 1980, le conseil régional de Bretagne en 1981 puis 1986 émettent des vœux favorables à l'unification de la Bretagne (à l'unanimité pour celui de 1986).
D'après Pierre-Yves Le Rhun, les Pays de la Loire se sont « enracinés en Loire-Atlantique » depuis 1982. La promotion de l'identité récente « ligérienne » est contestée par l'association Bretagne réunie, notamment, qui y voit une tentative d'effacer l'identité bretonne en Loire-Atlantique. Bretagne réunie pointe aussi les fortes dépenses de la région en communication pour promouvoir cette identité. Elle relève par ailleurs de nombreux cas de « discrimination des Bretons de Loire-Atlantique », et dénonce un processus de « débretonnisation » du département. Cette débretonnisation inclut la suppression de symboles bretons en Loire-Atlantique (hermines sur le logo de Nantes, panneaux bilingues...), le renommage de certains lieux pour y supprimer le mot « Bretagne », la disparition de livres et d'émissions en breton parmi les services publics du département, l'absence ou la disparition des livres consacrés à la Bretagne dans les bibliothèques publiques, l'interdiction de drapeaux et de symboles bretons pendant certains événements, le traitement de la question par des médias comme Ouest-France et Presse-Océan, des réécritures de l'Histoire du département ou encore le très faible montant des subventions publiques accordées aux associations culturelles bretonnes de Loire-Atlantique. Des organismes publics comme la SNCF et des compagnies d'autobus facilitent le rapprochement inter-départements dans la région Pays de la Loire au détriment des relations avec la Bretagne, ce qui contribue aussi à éloigner les habitants de Loire Atlantique de la Bretagne administrative.
En 2000, plusieurs grandes fédérations culturelles s'allient au CUAB, regroupant au total entre 40 000 et 50 000 adhérents favorables à la Bretagne à 5. Le conseil municipal de Loire-Atlantique adopte un vœu le 22 juin 2001 « Pour la reconnaissance institutionnelle de l’identité bretonne en Loire-Atlantique » afin d'obtenir l'ouverture d'un débat public. Le conseil régional de Bretagne vote un vœu similaire le 2 juillet la même année, et le renouvelle le 8 octobre 2004. Quelques coopérations voient le jour entre Bretagne et Loire-Atlantique, notamment pour le tourisme. L'Institut géographique national modifie la carte routière de la région Bretagne en 2010, en remplaçant la région administrative par la région historique.
En 2002 un « Comité pour l'unité administrative de la République », qualifié par L'Express de « machine de guerre contre les partisans du rattachement de la Loire-Atlantique à la Bretagne », a été créé par Jean-Marc Pittard, responsable au syndicat Force ouvrière proche d'Alexandre Hébert. Depuis 2008, le collectif « 44=Breizh » vise à regrouper la jeunesse bretonne qui milite pour l'unité administrative de la Bretagne.
En 2003, l'Église de France décide de regrouper des diocèses et archidiocèses en fonction des regroupements régionaux. L'archidiocèse de Rennes regroupera l'ensemble des diocèses des régions Bretagne et Pays de la Loire.
Patrick Mareschal, ancien président socialiste du conseil général de la Loire-Atlantique (2004-2011) et cofondateur du Comité pour l’unité administrative de la Bretagne (CUAB, aujourd'hui Bretagne réunie), dénonce cette « débretonnisation forcée », citant entre autres les publications du conseil général de la Loire-Atlantique qui effacent le mot « Bretagne », ou encore la tentative d'inclure le château des ducs de Bretagne aux châteaux de la Loire, dont il n'a jamais fait historiquement partie. Il qualifie cette démarche de révisionnisme,.
En 2007, plusieurs associations, groupes de pression et partis politiques militant pour la réunification sont Bretagne réunie (ex CUAB), l'Union démocratique bretonne (UDB), le Parti Breton, Les Verts et le Modem (dont les élus au conseil régional de Bretagne se sont exprimés en faveur de la réunification), tout comme certains élus ou responsables FN, UMP, PS, PRG et PCF qui se sont prononcés favorablement.
Cette volonté de débretonnisation émane parfois de certains groupes privés. Les industriels commercialisant les galettes Saint-Michel, dont le siège historique est à Saint-Michel-Chef-Chef, ont cessé de communiquer sur les origines bretonnes de leurs produits, n'adhèrent pas à Produit en Bretagne, et font mettre le logo de la région des Pays de la Loire sur les emballages. D'autres producteurs, au contraire, s'opposent à la perte de l'identité bretonne de leurs produits. C'est le cas de certains viticulteurs commercialisant du muscadet et du gros-plant-du-pays-nantais,,, et des producteurs de sel de Guérande.
En 2014, dans la commune de Saint-Viaud a été organisée une votation sur la question du rattachement à la Bretagne. 247 votants sur 1 566 inscrites ont votés « oui ». La même année Yann Queffélec, Alan Stivell, plusieurs chefs d'entreprises et parlementaires sont venus à l'Assemblée à l'invitation de l'association "Bretagne réunie" pour défendre le rattachement de Nantes à la Bretagne. À Nantes, le 28 juin 2014, une manifestation pro-réunification a attiré entre 8 450 (selon la police) et 17 000 personnes (selon l'un des organisateurs), après une précédente manifestation le 19 avril qui avait attiré entre 5 500 et 10 000 personnes,. La troisième manifestation de l'année a lieu le 27 septembre et rassemble un nombre record de participants : 20 000 personnes selon les autorités et plus de 40 000 selon les organisateurs. À la suite de la réforme territoriale votée en 2014 sans concertation publique, une association « apartisane » se créée en septembre 2014 en Loire-Atlantique pour organiser des votations et recueillir l'avis des habitants. Nommée « Dibab - Décider la Bretagne », elle se fixe comme objectif l'organisation d'une centaine de consultations sur les cinq départements avant les élections régionales de décembre 2015,,.
P.-Y. Le Rhun accuse l'État de freiner la revendication. Selon lui, l'État « redoute la présence de régions trop puissantes » et refuse donc la Loire-Atlantique en Bretagne. De même, il estime que la revendication reste trop faible pour être une priorité des partis politiques, pointant le score assez bas des partis régionalistes. Il existe aussi une division des pro-réunification, certains estimant que la Bretagne peut intégrer le Maine-et-Loire et la Mayenne avec la Loire-Atlantique.
Entre 2016 et 2018, l'association Bretagne réunie a recueilli 105 000 signatures, soit 10 % du corps électoral de Loire-Atlantique, pour demander une consultation sur le rattachement du département à la région Bretagne. Cette demande de consultation est possible selon le Code général des collectivités territoriales, la décision d'organiser la consultation appartenant toutefois à l'assemblée délibérante de la collectivité. Après des rejets successifs par le tribunal administratif de Nantes et la cour administrative d'appel, Bretagne réunie a porté l'affaire devant le Conseil d'État. Le 30 avril 2025, le Conseil d’État rejette la demande au motif que la modification des limites régionales dépassent les compétences du département.
Selon un sondage commandé à l'Institut français d'opinion publique (IFOP) par les associations « À la bretonne », « Unis pour un grand Val de Loire » et « Décidons en Vendée » en 2021, 66 % des habitants des Pays de la Loire jugent légitime que les habitants de Loire-Atlantique puissent décider par référendum du rattachement éventuel de leur département à la région Bretagne. Dans l'hypothèse où un tel référendum serait organisé, 67 % des Ligériens voteraient pour.
En 2023, dans le respect de son programme de campagne aux municipales de 2020, la municipalité de Nantes a créé une instance pour réclamer un référendum sur le rattachement de la Loire-Atlantique à la région Bretagne, un courrier a été envoyé au premier Ministre en ce sens, de nombreuses autres collectivités sont également signataires. De plus, une étude d'impact indépendante a été menée par PwC à la demande du Conseil régional de Bretagne et du Conseil départemental de Loire-Atlantique, afin d'avoir un aperçu sur les conséquences du rattachement en matière d’aménagement, de tourisme, d’offre culturelle, d’organisation institutionnelle, d’économie, ou encore de vie démocratique, ainsi que les effets directs et indirects pour les territoires concernés. 
En 2025, la ville de Nantes prévoit l'organisation de débats publics afin de permettre aux citoyens, associations et experts de s’exprimer sur le sujet, ainsi que d’évaluer les implications économiques, culturelles et politiques d’un éventuel rattachement.

## Arguments

### Histoire
Des partisans de la réunification considèrent que  la Bretagne est « mutilée », devenue une « Bretagne-croupion », que les régions ont été délimitées « au mépris d'une histoire multiséculaire ».

### Volonté populaire

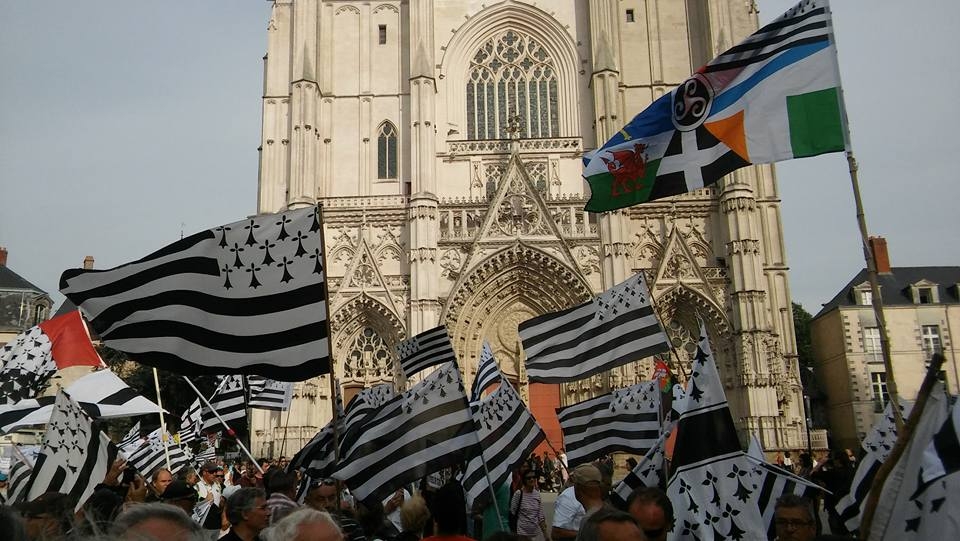
« Breizh Manif » devant la cathédrale de Nantes le 24 septembre 2016.

D'après Pierre-Yves Le Rhun, la plupart de ces sondages montrent une majorité pour le rattachement de la Loire-Atlantique. De même, il note un renforcement du souhait de réunification.

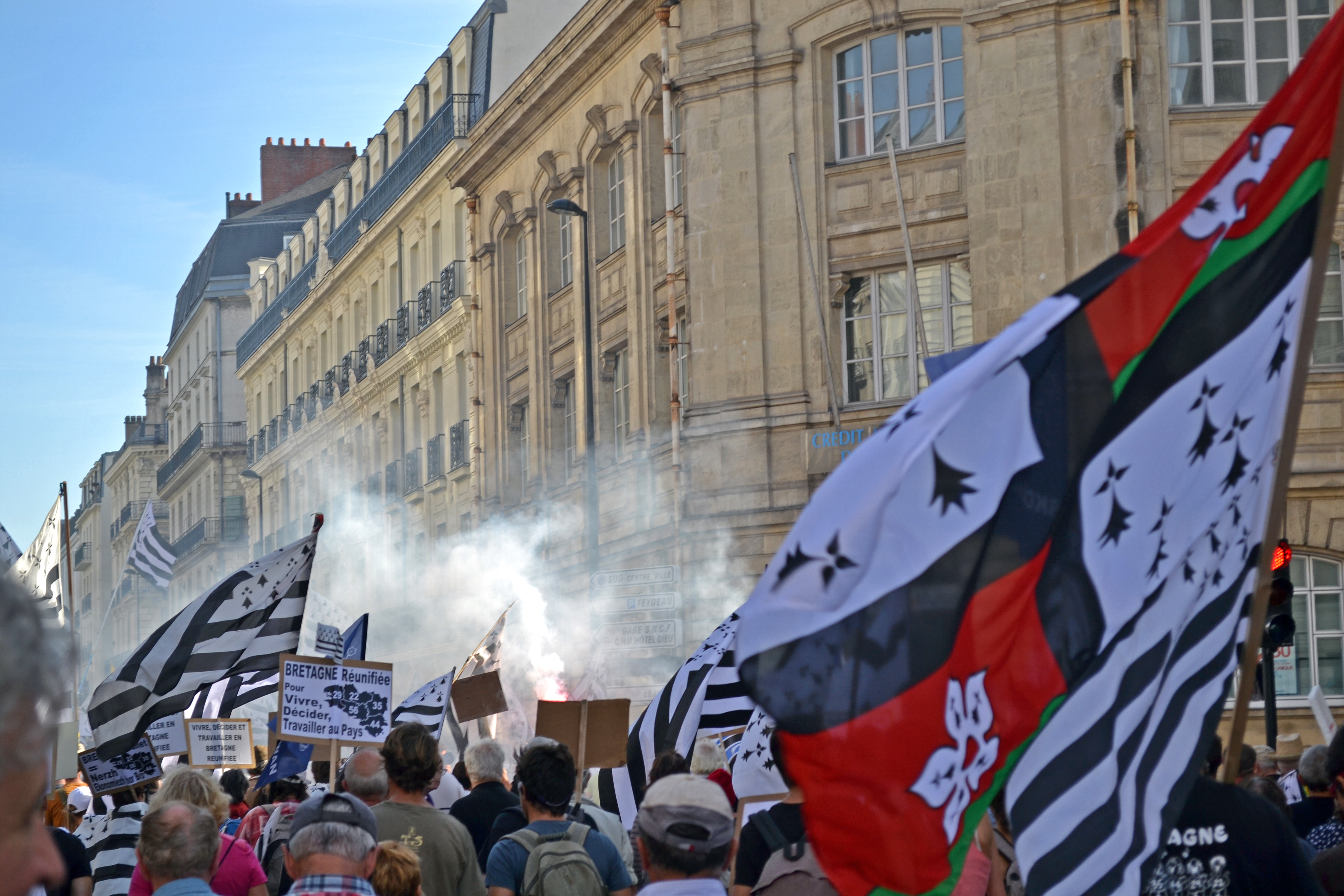
Environ 30000 personnes défilent dans les rues de Nantes le 27 septembre 2014.

L'ampleur réelle du soutien populaire est mise en doute par les adversaires du rattachement, qui observent que certains sondages sont contradictoires et que les manifestations n'attirent qu'un public selon eux limité.
Deux ans après la réforme territoriale, lors d'un nouveau rassemblement de milliers de personnes, Bretagne réunie lance une pétition pour réunir les cent mille signatures (soit un dixième des électeurs du département) nécessaires à l'organisation d'une consultation des habitants sur le droit d'option de changement de région. Alors que Bretagne réunie avait décidé d'annuler sa manifestation en septembre 2017 pour cause de pressions, une marche a lieu un an après à Nantes, puis à Rennes fin 2018. Le 27 octobre 2018, l'association présente au département les 100 000 signatures en vue d’organiser un référendum sur la question. Le 17 décembre, 30 conseillers départementaux sur 58 votent contre le rattachement et 13 sont pour. Mais la plupart se sont prononcés pour la tenue d'un référendum.
Un sondage réalisé par Dibab et Breizh Civic Lab est publié par le quotidien régional Le Télégramme le 29 août 2019. 1 683 personnes ont été questionnées par téléphone et sur internet en juillet de la même année. Près de la moitié habitait en Loire-Atlantique. Celui-ci révèle que 50 % des interrogés se présente en faveur d'une Bretagne à 5 départements.

### Culture

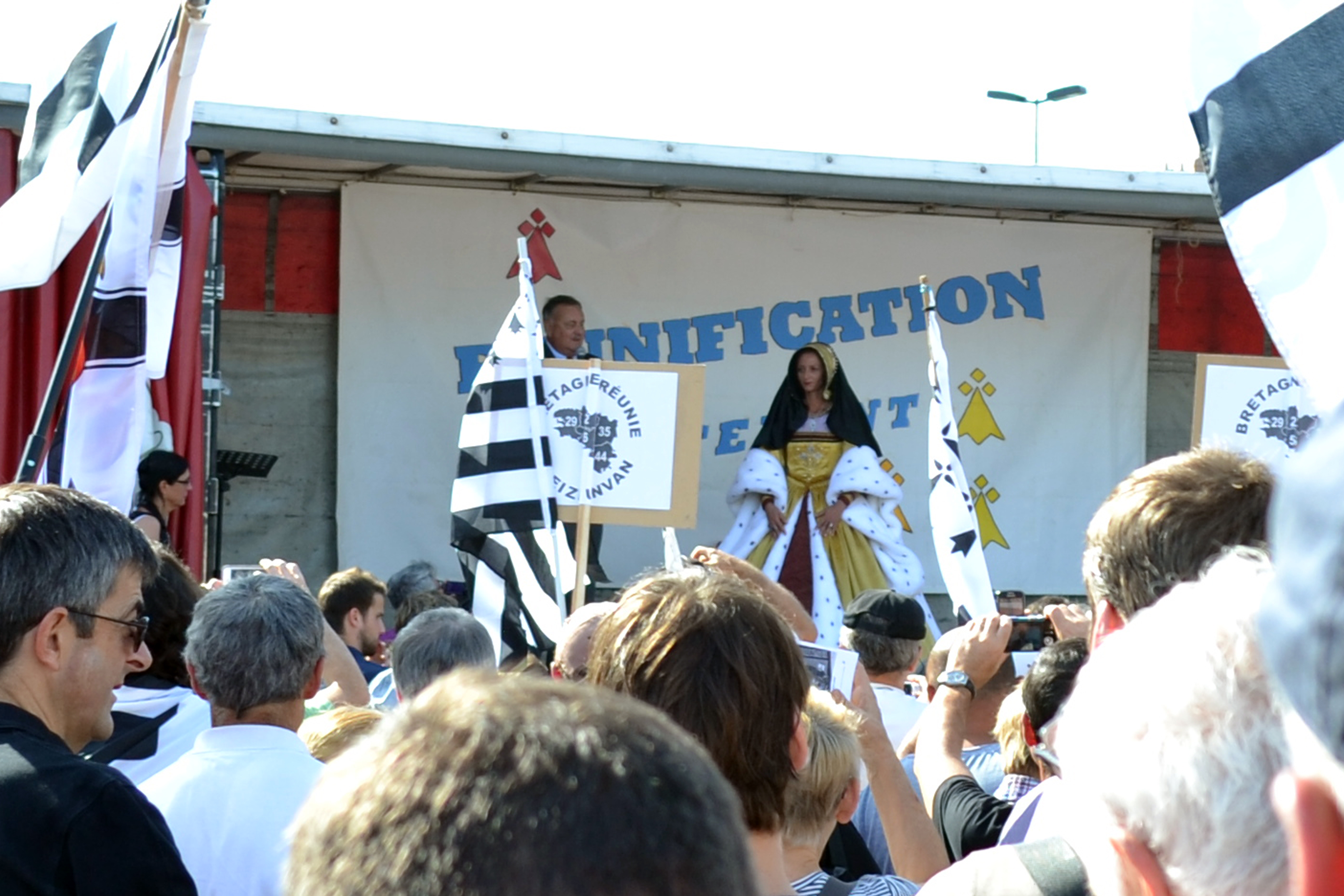
Réplique du costume d'Anne de Bretagne à Nantes le 27 septembre 2014 (année des 500 ans de sa mort).

Sur le plan culturel, la toponymie bretonne du nord-ouest du département de la Loire-Atlantique est parfois évoquée. Le géographe Pierre-Yves Le Rhun invoque une citation d'Emmanuel Todd et Hervé Le Bras : « L'Ouest et la Bretagne sont des régions culturellement distinctes, accidentellement réunies. La Bretagne est plus proche du Rouergue, du Pays basque ou de l'Alsace que du Maine, de l'Anjou ou de la Basse-Normandie ».
Une telle démarche a été qualifiée de « passéiste » par Robert Cheize et Sylvie ChédemailCheize et Chédemail 2003, p. 76,. Très critiques quant aux projets de réunification de la Bretagne, ils estiment que le lien historique de la Bretagne et de la Loire-Atlantique est relatif, soulignant que le destin de l'estuaire de la Loire a divergé de celui de la Bretagne depuis déjà plusieurs siècles, la Basse-Loire ayant très tôt misé sur le commerce puis l'industrialisation, dans une relative indifférence au rôle politique ».

### Géographie et économie

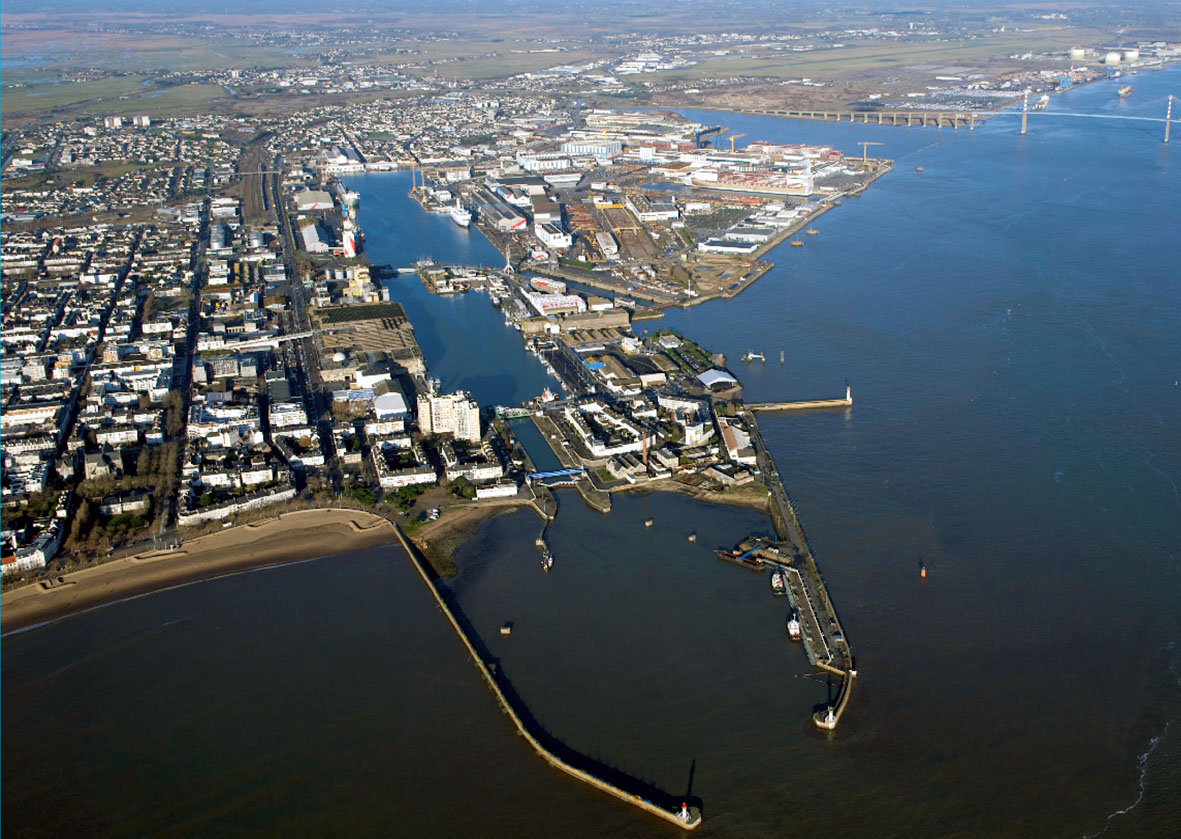
L'activité portuaire intense de Saint-Nazaire à partir du milieu du XIXe siècle lui vaut le surnom de « petite Californie bretonne ».

Les arguments géographiques et économiques sont aussi mis en avant par les partisans de l'unification : ainsi, le CUAB (dénommé aujourd'hui Bretagne Réunie) écrit en 1981 : « Nantes et l'ensemble de la Loire-Atlantique ont été arbitrairement séparés des quatre autres départements bretons, privant ainsi la région de 20 % de sa superficie, 25 % de sa population, 35 % de son potentiel industriel, de son premier port de commerce et d'un grand pôle universitaire et de recherche ». Les productions récentes de Bretagne Réunie fournissent des analyses économiques détaillées et défendent l'unité bretonne au nom des synergies dans les domaines de la mer, l'agro-alimentaire, les NTIC, les biotechnologies, la construction automobile, navale et aéronautique ainsi que la visibilité internationale de la Bretagne.
En contrepoint, le point de vue économique est invoqué par les partisans d'un découpage maintenant une région centrée sur Nantes, et tient un rôle prépondérant dans leur argumentation ; ainsi Dominique Luneau et Martine Valo décrivant en 2001 l'état des forces en présence perçoivent-ils un face-à-face entre une « dimension affective et politique » et une « dimension économico-géographique ».
Rappelant des intuitions d'Élisée Reclus formulées au XIXe siècle (« les rives de la basse Loire ont pris un rôle tout spécial qui les distingue du reste de la Bretagne et en fait une contrée appartenant à la même zone que la Touraine et l'Anjou ») et s'appuyant sur un article d'A. Chauvet, Jean Renard voit en 1986 dans le pays nantais un territoire « tiraillé entre des influences contradictoires », aux marches des influences bretonne, ligérienne et aquitaine. Le géographe Pierre Estienne allait plus loin en 1976, écrivant alors : « l'avenir régional nantais est au sud et le long de la Loire ».
Toujours au XIXe siècle, la géographie enseignait l'appartenance de la Loire-Inférieure dans un ensemble baptisé « Bretagne, Vendée et Poitou » (en compagnie du Finistère, des Côtes-du-Nord, du Morbihan, de l'Ille-et-Vilaine, de la Vendée, de la Vienne et des Deux-Sèvres).
L'argument économique, au nom de la puissance de la région, est celui invoqué par les tenants d'une troisième solution, se distinguant tant du statu quo que de la constitution d'une région Bretagne à cinq départements : celle de l'installation d'une région « Grand Ouest » réunissant Bretagne, Pays de la Loire et Poitou-Charentes. C'est une position fréquente dans la classe politique de la région Pays de la Loire, partagée notamment par François Fillon et Jean-Marc Ayrault. L'association Bretagne réunie s'oppose quant à elle à cet objectif, mettant en garde contre une « dilution de la Bretagne et de son nom dans une région "Ouest" ».
Certains élus finistériens - François Cuillandre et Jacques Le Guen - mais aussi rennais - Sylvain Dajoux - considèrent cependant que le rattachement de la Loire-Atlantique - et donc de Nantes - accentuerait encore le déséquilibre entre l'Est et l'Ouest de la Bretagne.

### La question de la capitale
L'intégration de son département dans une région administrative bretonne poserait le problème de la place de Nantes comme capitale régionale. Ainsi en 1976, pour Pierre Estienne, Nantes serait nécessairement perdante : Rennes, par son dynamisme, s'est déjà imposée comme capitale bretonne et Nantes « ne pourrait jouer que les seconds rôles »[réf. obsolète]. Dans ses démarches prudentes en faveur d'un rapprochement avec la région Bretagne, le conseil général de la Loire-Atlantique ne perd pas ce problème de vue et, selon Dominique Luneau et Martine Valo, n'est pas prêt à des concessions qui remettraient en cause le statut de capitale de Nantes. De l'autre côté de la frontière régionale, Karima Chariraa et Solenn Charron croient discerner en 2006 un recul de la classe politique bretonne motivé entre autres par la crainte de « fragiliser Rennes ».
Le défi n'échappe pas aux partisans d'une Bretagne à cinq départements qui soulignent que l'exemple de la Lorraine montre que l'existence de deux centres urbains d'influence équivalente, Metz et Nancy, ne compromet en rien la viabilité de la région.

## Acteurs

### Les associations spécialisées

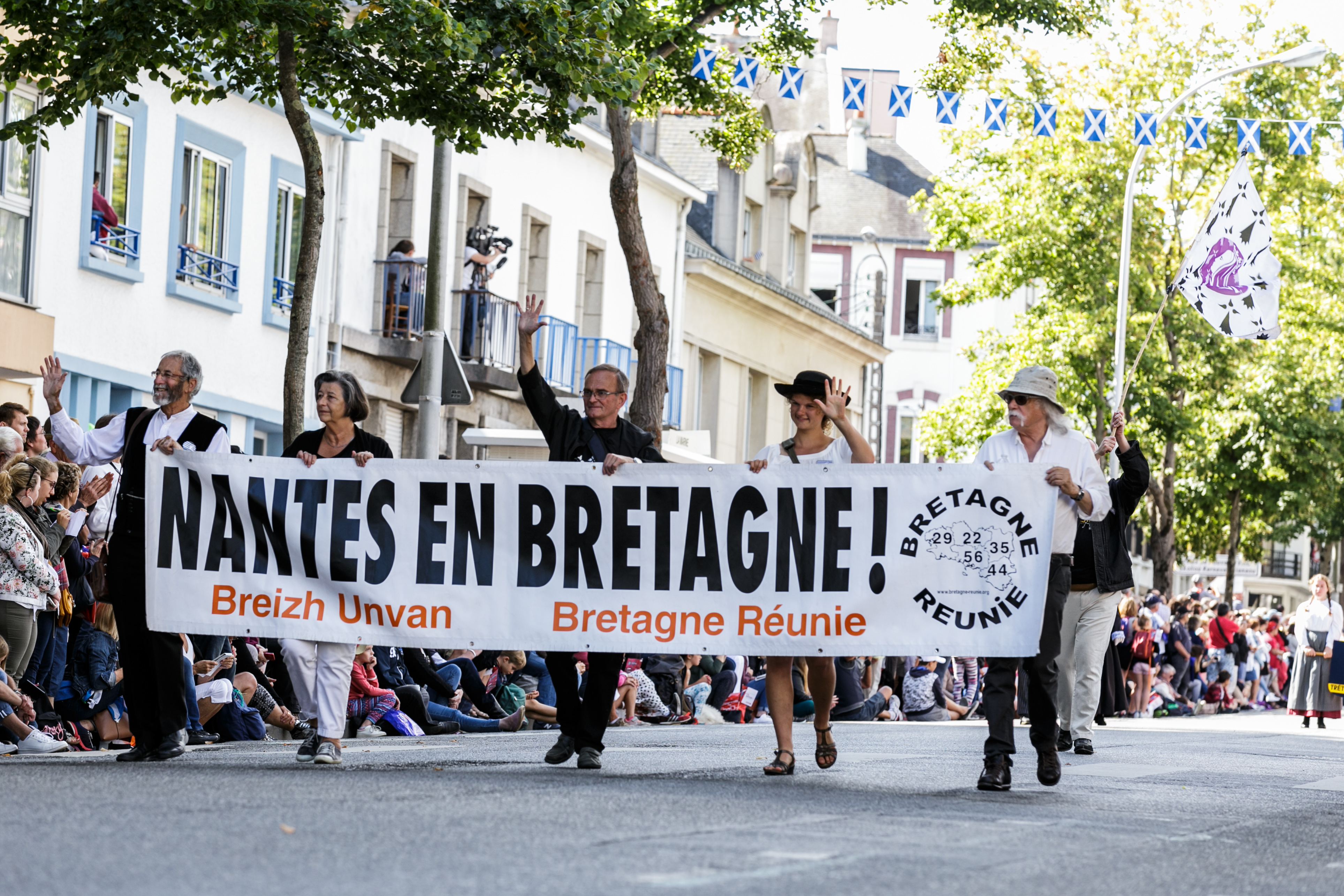
Bretagne réunie au festival interceltique de Lorient 2017.

Les années 1970 voient la naissance de deux associations très actives militant pour le retour à la Bretagne de la Loire-Atlantique, B5 (raccourci de « Bretagne 5 départements ») puis le Comité pour l’unité administrative de la Bretagne (généralement désigné sous son sigle CUAB). Cette dernière, sous la nouvelle dénomination de « Bretagne Réunie » est aujourd'hui encore l'acteur autour duquel s'ordonne ce combat.
Au début des années 1980, l'association « Bretagne-Europe » attaque le découpage régional devant le Conseil d'État, au motif que ce découpage contreviendrait au traité d'Union de 1532. La requête est rejetée fin 1984.

Depuis 2015, l'association « Breizh 5/5 » revendique la création d'une Bretagne à 5 départements. La partie la plus visible des actions de cette association est la mise en place de panneaux avec le logo « Breizh 5/5 » à l'entrée de villes bretonnes et sur les vitrines de commerces.

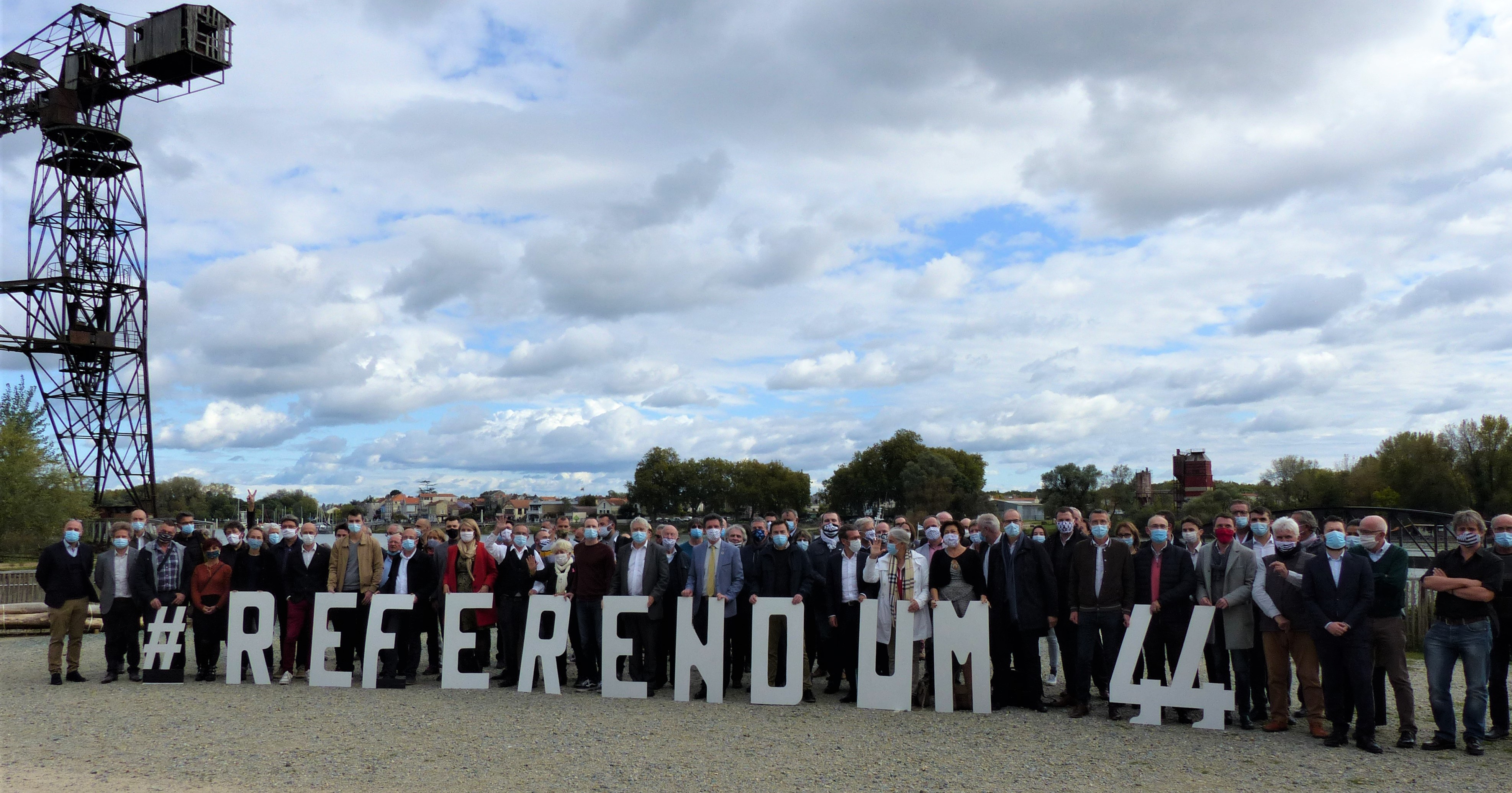
Rencontre politique organisée à Nantes par l'association "À la bretonne !" le 11 octobre 2020.

En juillet 2020, l'association transpartisane « À la Bretonne ! » est créée. Son objectif est de susciter la réflexion et le débat sur l’ensemble des sujets civiques et politiques visant à construire la Bretagne, Loire-Atlantique incluse. Elle agit pour obtenir un référendum en Loire-Atlantique. Elle organise la même année une rencontre politique intitulée "Quelle démocratie régionale pour demain ?", qui rassemble une centaine d'élus à Nantes.

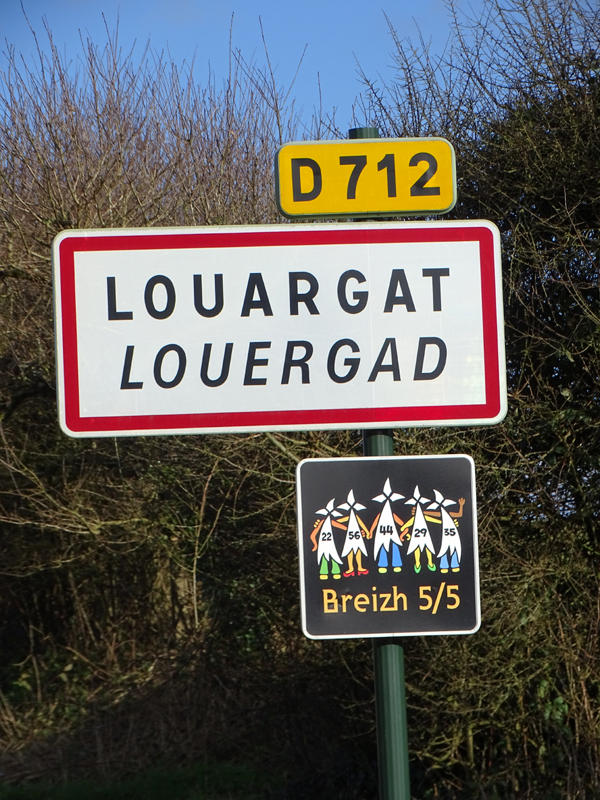
Panneau « Breizh 5/5 » à l'entrée de Louargat.

Un collectif intitulé Collectif Plaques bretonnes 44, réunissant des associations culturelles de la Loire-Atlantique et du reste de la Bretagne ainsi que des partis politiques s'est constitué pour dénoncer l'obligation pour les habitants du département de la Loire-Atlantique d'apposer le logo de la région Pays de la Loire au numéro de leur département, le 44. Ils souhaitent que les habitants de ce département puissent apposer le 44 associé au drapeau breton, comme les autres départements bretons (22, 29, 35 et 56).

### L'opinion publique
Entre 1986 et 2009, différents sondages font apparaître, en Loire-Atlantique, une proportion de personnes favorables au rattachement variant entre 29 et 75%.
En juin 2006, TMO Régions pour France 3 Ouest indique que 47% des habitants de la région Bretagne y est favorable, 55% de la Loire-Atlantique et 35% des Pays de la Loire. À l'opposé, la même enquête révèle que 37% des Bretons sont favorables au maintien de la Loire Atlantique au sein des Pays de la Loire, comme 60% des habitants de la Loire-Atlantique et 63% des Pays de la Loire.
Début mars 2009, un sondage IFOP pour Ouest France indiquait qu'étaient favorables au maintien des deux régions en l'état : 48% des habitants de la Bretagne, 66% des habitants des Pays de la Loire dont 53% des habitants de la Loire-Atlantique et 74% des autres départements; que ceux qui voulaient que la Loire-Atlantique soit rattachée à la étaient 32% en Bretagne et 14% en Pays de la Loire dont 27% en Loire-Atlantique et 6% des autres départements.
Fin juin 2014, lors de la Réforme territoriale de 2014, l'institut LH2 pour la presse quotidienne régionale indique que 66% des habitants des Pays de la Loire et 67% de ceux de la région Bretagne se prononcent pour une fusion des deux régions, et 77% des Bretons, 70% des habitants de la Loire-Atlantique et 58% des habitants des Pays de la Loire étaient pour un rattachement de la Loire-Atlantique à la Bretagne.

#### Liste de sondages
| Sondeur                    | Commande             | Date    | région Bretagne         | Loire-Atlantique        | Pays de la Loire        |
| -------------------------- | -------------------- | ------- | ----------------------- | ----------------------- | ----------------------- |
| CREA                       | FR3                  | 1986    |                         | 44% (NSP: 30%)          |                         |
| Sofres                     | Pèlerin mag.         | 1998-04 |                         | 62% (NSP: 4%)           |                         |
| TMO Régions                | Ouest-France         | 1999-03 |                         | 68% (NSP: 7%), AC: 28%  |                         |
| CSA                        | P-O/Le Télég.        | 2000-09 | 63% (NSP: 13%)          | 71% (NSP: 5%)           |                         |
| IFOP                       | Ouest-France         | 2001-06 |                         | 75% (8%)                |                         |
| Efficience 3               | UK ESRC              | 2001-11 | 63% (NSP: 14%)          |                         |                         |
| IFOP                       | Dimanche O-F         | 2002-10 | 67% (NSP: 2%)           | 71%                     | 56% (NSP: 2%)           |
| Sofres                     | CG 44                | 2002    |                         | 29% (NSP: 3%)           |                         |
| IPSOS[source insuffisante] | Bretagne Mag.        | 2003-05 | 72%                     | 69%                     |                         |
| TMO Régions                | O-F / CR Bret. / CMB | 2003    | 29% (NSP: 10%)          | 37% (NSP: 6%)           |                         |
| IFOP                       | CG 44                | 2006-06 |                         | 67%                     |                         |
| TMO Régions                | France 3 Ouest       | 2006-06 | 47% (NSP: 29%), AC: 26% | 55% (NSP: 19%), AC: 30% | 42% (NSP: 31%), AC: 17% |
| IFOP                       | Ouest-France         | 2009-03 | 32% (NSP: <1%)          | 27% (NSP: <1%)          | 14% (NSP: <1%)          |
| TMO Régions                | CNRS                 | 2009-03 | 51% (NSP: 20%), AC: 26% |                         |                         |
| IFOP                       | Bretons (mag.)       | 2012-12 | 39% (NSP: 21%)          | 56% (NSP: 17%)          |                         |
| TMO,                       | BCD                  | 2014-01 | 58%                     | 60 %                    |                         |
| LH2                        | PQR                  | 2014-06 | 77 %                    | 70%                     | 58%                     |
| Ifop                       | À la Bretonne !      | 2021-05 | -                       | 63%                     | -                       |

1. ↑  Côtes-d'Armor 60%, Finistère 70%, Ille-et-Vilaine 60%, Morbihan 58%[134]
2. ↑  Loire-Atlantique 71%, Sarthe 60%, Maine-et-Loire 45%, Vendée 44%, Mayenne 40%
3. ↑  29,5% tout à fait d'accord, 28% plutôt d'accord, 12% plutôt pas d'accord, 19% pas du tout d'accord, 11,5% ne sait pas
4. ↑  parmi les 51% qui iraient voter s'il y avait un référendum

### Les acteurs politiques

#### Personnalités politiques locales
En Bretagne administrative, un nombre certain de personnalités, de droite ou de gauche, ont manifesté leur soutien au rattachement de la Loire-Atlantique : ainsi à droite René Couanau, François Goulard, Alain Madelin, Pierre Méhaignerie, Marc Le Fur et à gauche Bernard Poignant, Paul Molac, Gwendal Rouillard, Ronan Kerdraon, Odette Herviaux, Corinne Erhel, Annie Le Houérou, Jean-Jacques Urvoas, Jean-Luc Bleunven, Richard Ferrand, Jean-Luc Fichet, Viviane Le Dissez, Jacky Le Menn, Yannick Botrel, Isabelle Thomas et Kofi Yamgnane. D'après un courrier qu'il a rédigé en 2014, François de Rugy, député écologiste de Loire-Atlantique, est favorable à la réunification. 1 072 élus de tous rangs (du parlementaire au conseiller municipal) ont signé leur adhésion à la Charte pour la Réunification de la Bretagne, une pétition lancée par Bretagne réunie ; on obtient même le chiffre de 4 112 signataires si on tient compte des membres de conseils municipaux ayant approuvé la charte en tant qu'organe collectif,. Toutefois, Barbara Loyer observe que les effectifs des signataires sont très inégalement répartis sur le territoire de la Bretagne, et que le département de la Loire-Atlantique n'en compte que 201 sur le total de 4 112.
Jean-Yves Le Drian s'était prononcé pour la Bretagne à 5 à l'époque où il présidait le conseil régional. Il appuie le maintien de la Bretagne dans ses frontières actuelles pendant la réforme territoriale initiée en 2014, alors qu'il est ministre de la défense. Il exprime le souhait d'une « coopération régionale renforcée » entre Bretagne et Pays de la Loire le 26 juin 2014,. Cette intervention est vue comme une « trahison » et une action en faveur de l'établissement futur d'une région « Grand Ouest », réunissant Bretagne et Pays de la Loire,.
Daniel Delaveau, maire socialiste de Rennes entre 2008 et 2014, a manifesté son opposition au retour de la Loire-Atlantique en Bretagne, et sa préférence pour une « grande région » réunissant Bretagne, Pays de la Loire et Basse-Normandie. En Loire-Atlantique, Jean-Marc Ayrault, député-maire de Nantes de 1989 à 2012, s'oppose à la réunification. En 2009, il juge qu'une Bretagne à cinq départements serait « étriquée » et « casse-cou » « si c'est une question d'identité ». Il ajoute qu'il serait « antidémocratique » de ne pas consulter les habitants des autres départements des Pays de la Loire. Les présidents de la région Pays de la Loire ont manifesté leur hostilité à son démantèlement : à droite Olivier Guichard, ardent bâtisseur d'une identité « ligérienne », puis son successeur François Fillon qui déclarait en 2000 « Cette coopération (entre Bretagne et Pays de la Loire) est plus prometteuse que tous les projets de redécoupage ou séparatiste ». Le socialiste Jacques Auxiette, en poste de 2004 à 2015, milite lui aussi beaucoup contre ce rattachement, disant « se méfie[r] de la notion d'identité » et souhaiter « des coopérations régionales renforcées ».

#### Personnalités politiques nationales
François de Rugy indique en 2017 qu'il proposera une réunification de la Bretagne selon lui logique.

### Les collectivités territoriales

#### Régions
En 1977 et 2001, le conseil régional de Bretagne a voté un vœu pour l’organisation d’une consultation en vue d'un rattachement de la Loire-Atlantique.
Pour ne mentionner que les délibérations les plus récentes, cette assemblée a adopté à l'unanimité des motions sans ambiguïté aucune « en faveur de la réunification administrative de la Bretagne » en octobre puis en décembre 2008.
Le conseil régional des Pays de la Loire a dans un premier temps « évincé » la question. Il s'est toutefois exprimé assez indirectement, le 29 juin 2001, par une motion demandant la tenue d'« États Généraux du grand Ouest ».

#### Départements

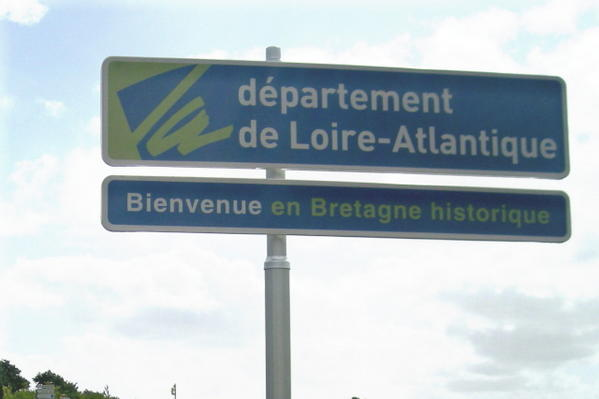
Panneau installé à l'entrée de la Loire-Atlantique par le Conseil général (Bienvenue en Bretagne historique).

Les conseils généraux ont été invités à s'exprimer sur les frontières régionales en 1972, à l'occasion de la constitution des établissements publics régionaux. Selon Raymond Marcellin interrogé à l'époque dans le journal Le Monde, le Finistère et les Côtes-du-Nord auraient alors manifesté le souhait du rattachement de la Loire-Atlantique à la Bretagne, l'Ille-et-Vilaine souhaitant quant à elle que la Mayenne s'y joigne également. De l'autre côté de la frontière régionale, la Vendée aurait exprimé sa préférence pour le statu quo, le Maine-et-Loire et la Sarthe leur souhait d'être regroupés avec des départements du centre de la France. La Loire-Atlantique, enfin, défendait la fusion de la région de Bretagne et des Pays de la Loire en une grande région, éventuellement encore étendue à des départements limitrophes. Selon une réponse ministérielle, se seraient prononcés officiellement dans le cadre de la consultation organisée alors les seuls départements de l'Ille-et-Vilaine (pour souhaiter une Bretagne étendue à la Loire-Atlantique), la Loire-Atlantique (pour défendre la fusion des deux régions en une seule), le Maine-et-Loire (pour demander l'extension des Pays de la Loire à l'Indre-et-Loire et au Loir-et-Cher) et la Sarthe (pour demander son rattachement à la région Centre). Selon Pierre-Yves Le Rhun, le Morbihan aurait alors aussi manifesté son souhait de retour de la Loire-Atlantique en Bretagne.

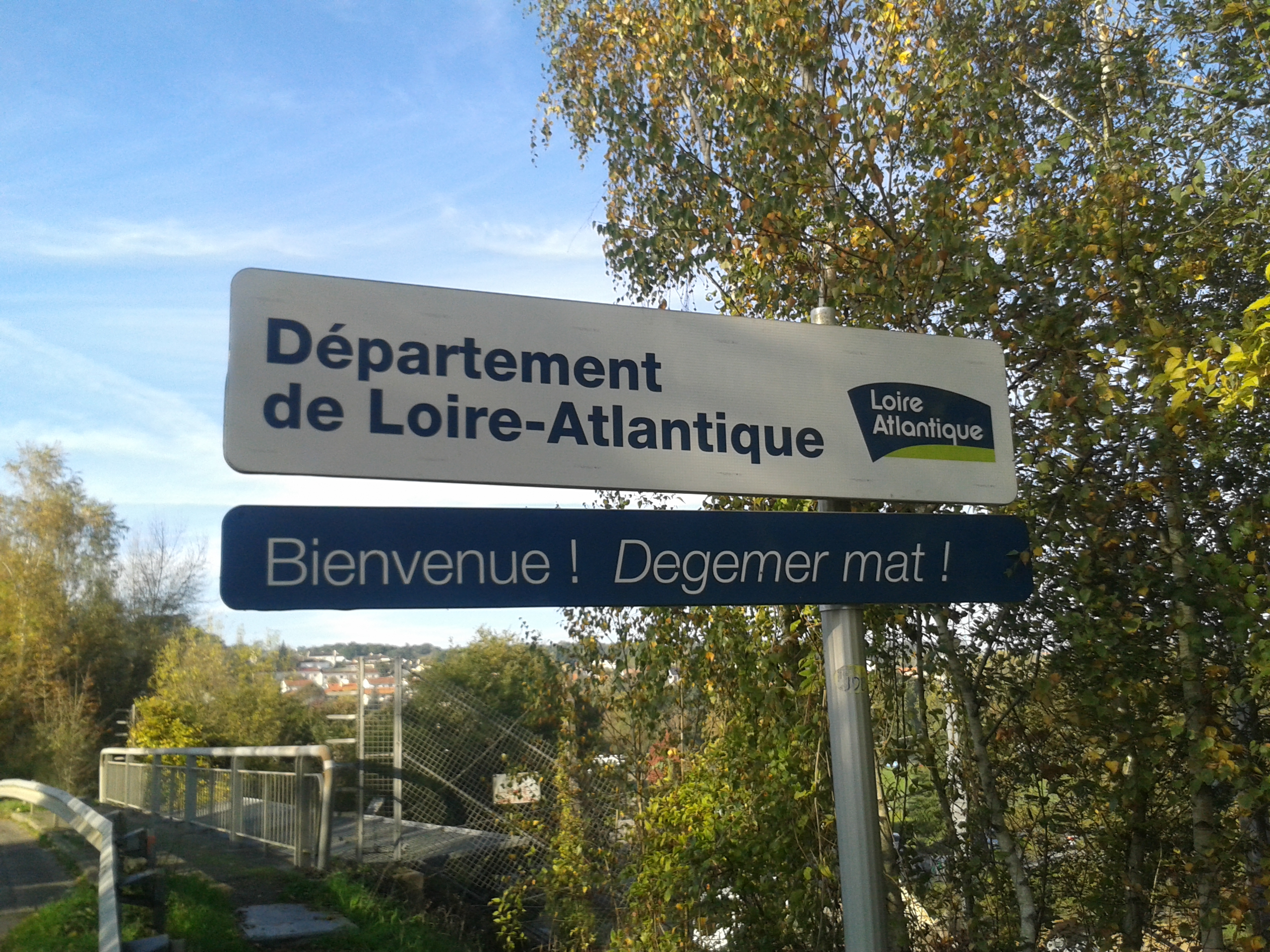
Panneau bilingue français-breton de bienvenue en Loire-Atlantique, près d'Oudon.

Beaucoup plus récemment, en juin 2001, le conseil général de la Loire-Atlantique a adopté une motion que Jean-Luc Poussier, écrivant dans La Croix, qualifie de « prudente » mais « explicite » : intitulée « Vœu pour la reconnaissance institutionnelle de l'identité bretonne en Loire-Atlantique », cette délibération « constate que le fort sentiment d’appartenance des habitants de la Loire-Atlantique à la Bretagne historique est une réalité » et prône la réunion des « cinq Départements bretons, associés aux Départements voisins qui le souhaiteraient, dans une grande Région ».
Depuis lors, le conseil général de la Loire-Atlantique et le conseil régional de Bretagne ont institué une commission mixte composée d'élus des deux collectivités pour mener à bien des programmes d'échanges et de coopération.
Le 7 décembre 2011, le conseil général du Morbihan vote à l'unanimité un vœu pour le rattachement et prévoit de demander au premier ministre d'initialiser la procédure.

#### Communes
Une première vague de vœux de conseils municipaux en faveur du rattachement de la Loire-Atlantique à la région Bretagne est enregistrée à la fin des années 1970. On note en particulier la prise de position du conseil municipal de Nantes, qui le 17 novembre 1980 déclare « légitimes les aspirations d'une partie de la population du département à retrouver dans la Bretagne son identité naturelle et culturelle ».
Dans la première décennie des années 2000, on enregistre une deuxième série de tels vœux, en particulier sous forme d'appui à la « Charte pour la Réunification de la Bretagne », une pétition lancée par Bretagne réunie ; ce sont 208 conseils municipaux au total qui auront manifesté leur soutien à cette charte.
En 2023, dans le respect de son programme de campagne aux municipales de 2020, la municipalité de Nantes a créé une instance pour réclamer un référendum sur le rattachement de la Loire-Atlantique à la région Bretagne, un courrier a été envoyé au premier Ministre en ce sens, de nombreuses autres collectivités sont également signataires.

### Les acteurs économiques
L'association Produit en Bretagne, soutient l'idée d'une Bretagne à cinq départements.
Christian Guillemot (d), patron Ubisoft, a déclaré le 25 juin 2014 devant l'Assemblée nationale, « La Bretagne à 5 départements est une évidence pour des raisons historiques et économiques. Nous avons besoin de la marque Bretagne pour pouvoir exporter dans le monde ».

### Les acteurs culturels

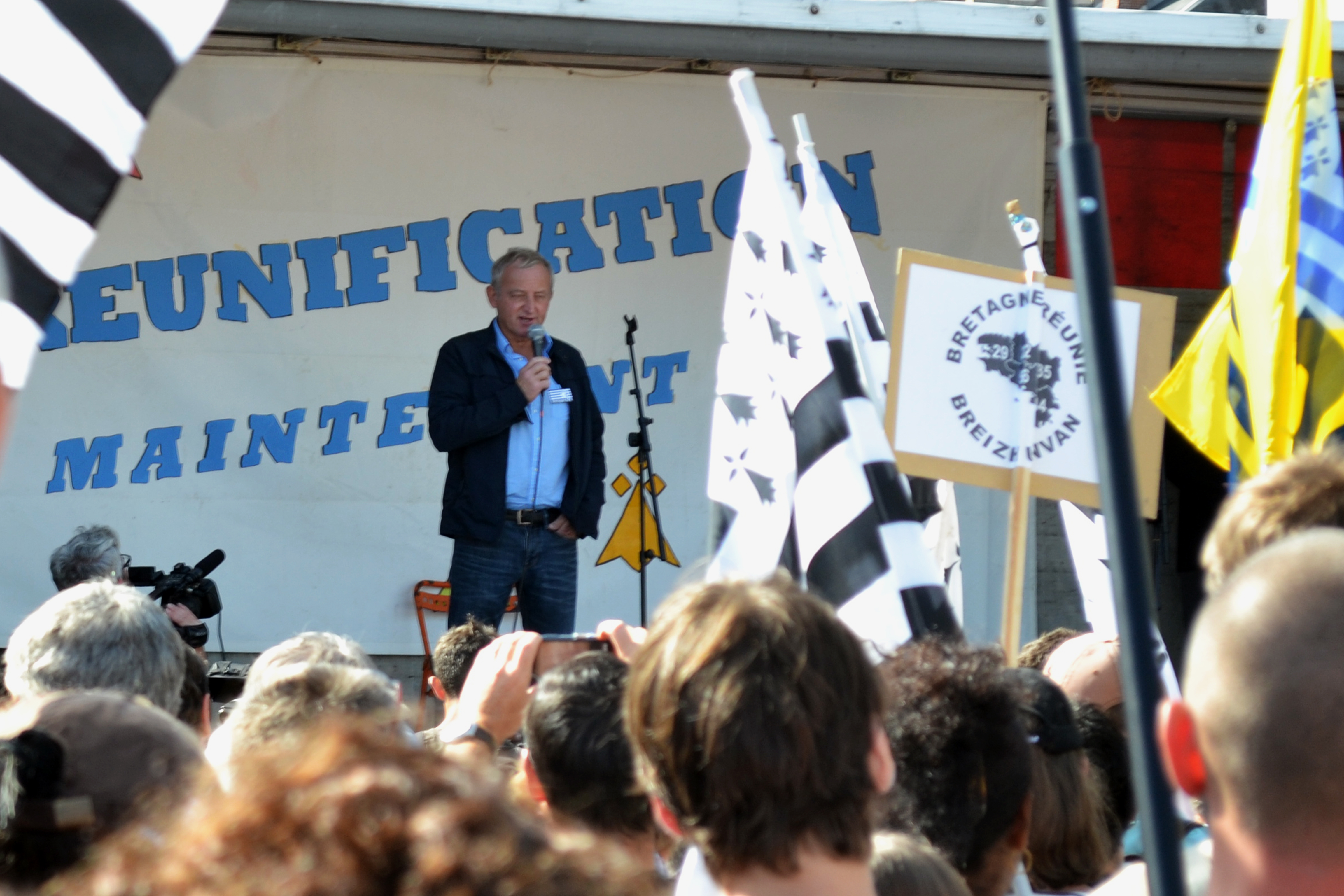
Yann Queffélec sur le podium de la manifestation du 27 septembre 2014.

De nombreux musiciens de musique bretonne ont manifesté leur soutien à la réunification administrative, à travers des chansons mais aussi lors de rassemblements ; Tri Yann, Alan Stivell (dans ses discours et son œuvre, dont Hep An Naoned, Breizh ebet en 2014), Dan Ar Braz et Clarisse Lavanant (J'avais cinq enfants réunis), Gilles Servat, Gweltaz Ar Fur, Soldat Louis ( C'est un pays, Distance), Nolwenn Korbell, Dom DufF (Floc'h ar Jabadao), Pascal Lamour, André Le Meut, Gwennyn, Gweltaz Adeux, Iwan B, Daonet, Les Ramoneurs de Menhirs et Louise Ebrel, Startijenn, Yann Tiersen, Alan Simon... À ces noms s'ajoutent d'autres musiciens qui adhèrent au collectif d'artistes porté par Tri Yann en juin 2014 : Didier Squiban, le trio EDF, Roland Becker, Frank Darcel, Soïg Sibéril, Pat O'May, les Frères Guichen, Yann-Fanch Perroches, Youenn Chap, Groove Boys, Jean-Luc Roudaut, Sylvain Barou, Louis Capart, Yvon Étienne, Jean-Louis Le Vallégant, Frédéric Renaudin…. Au printemps 2013 s’est constitué le Comité Anne de Bretagne dans le but d'organiser le 500e anniversaire de la mort d’Anne de Bretagne.
Les soutiens se font aussi de la part d'universitaires (le sociologue et spécialiste de culture bretonne Ronan Le Coadic, le géographe Jean Ollivro), des journalistes ou écrivains (Erwan Chartier, Pierre Péan, Mikael Bodlore-Penlaez, Dan Ar Wern, Yann Queffélec, Irène Frain…), d'entrepreneur comme Jean-Pierre Le Mat. En revanche, le géographe Hervé Le Bras, interrogé par France Inter au sujet de la réforme territoriale proposée par François Hollande avec André Vallini, a dit que la non-réunification est une bonne chose car « la reconstitution de la Bretagne est un vrai danger pour l'unité de la France ». Il cite en exemples la volonté séparatiste en Flandre, en Écosse et en Catalogne,.

#### État des lieux: les découpages de la Bretagne aujourd'hui
Ce détachement administratif ne concerne cependant que certains échelons (administratifs et autres) :
- Couvrant cinq départements existent des entités bretonnes maritimes, économiques, culturelles, judiciaires (cour d'appel et ordres professionnels), touristiques, environnementales, associatives, des coopérations inter-collectivités, des signes officiels de qualité AOC-IGP-label rouge de produits agricoles, des structures de coopération entre région Bretagne et Loire-Atlantique, etc.
- La région administrative à quatre départements est prise comme circonscription par les administrations préfectorales déconcentrées et les institutions décentralisées, les organismes consulaires, une partie des organisations syndicales, patronales ou associatives.

D'autres découpages (poste, défense...) ne recouvrent ni l'un ni l'autre de ces découpages.
Certaines structures (cour d'appel de Rennes), associations culturelles (Institut culturel de Bretagne) ou d'entreprises (Comité Régional du Tourisme, Produit en Bretagne) fonctionnent dans les limites territoriales de la Bretagne historique. Cependant, la majorité d'entre elles sont organisées dans le cadre de la région administrative.
De plus, la Loire-Atlantique s'associe aux départements bretons sur le plan culturel. Par exemple, les cinq départements ainsi que le conseil régional font partie du syndicat mixte de la Maison de la Bretagne à Paris.
Plusieurs organismes privés ne rattachent pas la Loire-Atlantique à la Bretagne :
- la Fondation de France l'inclut dans une direction régionale Pays de la Loire élargie (avec l'Indre-et-Loire et les Deux-Sèvres[184] ;
- la confédération du Crédit mutuel n'est pas organisée selon le découpage régional. Elle possède une fédération de Bretagne (Crédit mutuel de Bretagne), une fédération Poitou-Charentes-Vendée et une fédération Loire-Atlantique ;

D'autres groupes fonctionnent à l'échelle de la Bretagne et non de la Bretagne administrée (Aiguillon construction par exemple). Une structure comme Groupama Loire-Bretagne fonctionne sur six départements car elle adjoint à la Bretagne le Maine-et-Loire.

## Scénarios d'avenir
Les options évoquées pour l'évolution du découpage territorial des régions de l'ouest peuvent être regroupées en trois catégories.

### Le statu quo
C'est une position qu'on retrouve chez des présidents de la région Pays de la Loire, de droite ou de gauche. En 1981, Olivier Guichard déclarait : « Le découpage régional fait par M. Guy Mollet en 1956 est ce qu'il est et n'est pas parfait. Mais je pense que si l'on commence à tirer un fil, on va mettre toute la tapisserie par terre ». Le président de la région jusqu'au 13 décembre 2015, Jacques Auxiette, soutenait implicitement la même position puisqu'il expliquait en 2009 souhaiter « des coopérations régionales renforcées entre Bretagne, Pays de la Loire et Poitou-Charentes ».

### Des «grandes régions»
- Plusieurs personnalités des Pays de la Loire, notamment François Fillon et Jean-Marc Ayrault, ont prôné la réunion de la Bretagne administrative, des Pays de la Loire et de Poitou-Charentes pour former une région « Grand Ouest ». L'argument principal est l'utilité fonctionnelle d'une région étendue donc forte ; le projet est critiqué au nom du risque de « dilution » d'identités régionales très clairement identifiées[113],[118]. Selon Pierre-Yves Le Rhun, le Grand Ouest est impraticable car il ne tient compte « ni de l’Histoire, ni de la Géographie et pas davantage de l’opinion des citoyens sur leurs territoires régionaux ». Il ajoute que, « pour une majorité de Bretons, il est totalement exclu que la réunification de leur territoire s’accompagne de la perte de son nom et du brouillage de son image d’une grande valeur économique ». Les propositions de fusion entre Bretagne et Pays de la Loire ne s'accompagnent jamais d'une proposition de nom pour cette nouvelle région, en raison du fort rejet du nom « Ouest » ou « Grand Ouest » en Bretagne[186].
- La position du conseil général de la Loire-Atlantique est relativement ambiguë, puisqu'il déclare demander au gouvernement « d’initier le processus législatif permettant de réunir les cinq Départements bretons, associés aux Départements voisins qui le souhaiteraient, dans une grande Région »[166]. Certains observateurs interprètent cette position comme un soutien implicite aux projets de région « Grand Ouest »[113], d'autres assurant que Patrick Mareschal, ancien président de l'institution, est plutôt partisan d'une fusion des deux régions Bretagne et Pays de la Loire[187].
- En 2009, le maire de Rennes Daniel Delaveau s'est aussi prononcé pour la constitution d'une région « Grand Ouest », mais davantage centrée sur sa ville puisqu'il suggère de la constituer par fusion de la Bretagne administrative, des Pays de la Loire et de la Basse-Normandie[154].
- Le 8 avril 2014, dans son discours de politique générale, le Premier ministre Manuel Valls annonce vouloir diviser par deux le nombre de régions avec une entrée en vigueur au 1er janvier 2017[188]. À la suite de cette décision, le conseil régional de Bretagne vote, le 18 avril 2014, en faveur d'une « réunification » avec la Loire-Atlantique[189].
- En mai 2014, les maires socialistes des quatre plus grandes villes de « Bretagne historique » élus ou réélu au mois de mars précédents : François Cuillandre (Brest), Johanna Rolland (Nantes), Nathalie Appéré (Rennes) et David Samzun (Saint-Nazaire), ainsi que le président de Rennes Métropole Emmanuel Couet, prônent la fusion des régions Bretagne et Pays de la Loire[190].
- Un sondage réalisé en juin 2014 indiquerait que la fusion des régions Bretagne et Pays de la Loire rassemblerait une majorité des sondés dans les deux régions concernées (les habitants des Pays de la Loire y seraient favorables à 66 % et les habitants de la Région Bretagne à 67 %). La question du rattachement de la Loire-Atlantique à la Région Bretagne attirerait davantage d'opinions favorables, tant en Région Bretagne (77 % contre 57 % en mars 2014) qu'en Loire-Atlantique (70 % contre 63 % en mars 2014) ainsi que sur l'ensemble des Pays de la Loire (58 % contre 48 % en mars 2014)[191]. A contrario le sondage réalisé par l'Institut BVA en juillet 2014[192], s'il confirme bien une forte adhésion à une Bretagne à cinq départements, ne valide pas un soutien à une région plus large en Bretagne. En effet, 55 % des habitants de la Région Bretagne seraient favorables à une Bretagne à cinq départements (avec la Loire-Atlantique), 35 % seraient favorables à un statu quo (Bretagne à quatre départements) et seulement 6 % pour une grande Région fusionnant Bretagne et Pays de la Loire. La fusion des deux régions ne recueillerait par ailleurs que 5 % d'avis favorables dans les départements du Morbihan et de l'Ille-et-Vilaine, limitrophes de la Région Pays de la Loire. Une autre enquête d'opinion menée par l'Institut LH2 le 3 juillet 2014[193][réf. incomplète] indique que 58 % des habitants de la Région Pays de la Loire sont favorables à un rattachement du département de la Loire-Atlantique à la Région Bretagne (soit en proportion, 52 % des sondés des départements de Vendée, Maine-et-Loire, Mayenne et Sarthe).
- Le 16 janvier 2015 la loi relative à la délimitation des régions, aux élections régionales et départementales et modifiant le calendrier électoral est promulguée. Les régions françaises sont regroupées, passant de 22 à 13, mais ni les Pays de la Loire ni la Bretagne ne sont concernées. Ces deux dernières sont désormais parmi les moins peuplées (hors la Corse)[194].
- Le 13 mai 2015, France Stratégie (commissariat gouvernemental chargé de la prospective) rend une étude sur la cohérence économique des régions françaises après la réforme territoriale. Il estime qu'aucun département des Pays de la Loire n'est tourné économiquement vers la Bretagne et prône la fusion des deux régions, disant qu'« une grande région les réunissant n'aurait pas réduit la cohérence et aurait renforcé l'intégration »[195],[196].

### Une région Bretagne à cinq départements

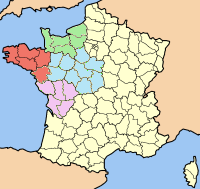
La réorganisation suggérée par Pierre-Yves Le Rhun en 2003 et soutenue par Bretagne réunie.

Le rattachement de la Loire-Atlantique à la Bretagne pose alors la question du devenir de la région Pays de la Loire et plus globalement de l'organisation du Grand Ouest français.
- Une première variante, immédiatement fonctionnelle, est le statu quo pour les autres départements de la région Pays de la Loire, dont le chef-lieu serait alors sans doute Angers. Plus guère défendue de nos jours, cette option est mentionnée pour mémoire sur le site de Bretagne réunie[122],[197].
- La solution qui a la préférence de Bretagne réunie, est une recomposition complète des six régions de l'ouest en quatre régions, suggérée par Pierre-Yves Le Rhun en 2003 : Bretagne à cinq départements, rattachement de la Vendée au Poitou-Charentes (désormais Nouvelle-Aquitaine) rattachement des trois départements de la Mayenne, de Maine-et-Loire et de la Sarthe à la région Centre (désormais Centre-Val de Loire, la future région pouvant alors être renommée « Val de Loire »), fusion des deux Normandies (effective après la loi sur le redécoupage des régions de 2015). Pour ses promoteurs, cette réorganisation aurait le double avantage de construire à la fois des régions plus grandes, donc plus fortes, et des régions à l'image plus cohérente, donc plus mobilisatrices[197],[198].
- Le 24 décembre 2014, lors d'une conférence de presse à Châteaugiron, 5 parlementaires bretons, rattachés au groupe UDI, initient l'opération « Give me 5 » en faveur d'une Bretagne réunie à 5 départements intégrant la Loire-Atlantique. Il s'agit du député d'Ille-et-Vilaine, Thierry Benoît, du sénateur des Français de l'étranger, Olivier Cadic, du sénateur du Finistère, Michel Canévet, de la sénatrice d'Ille-et-Vilaine, François Gatel et du sénateur de Loire-Atlantique, Joël Guerriau.
- Le 14 décembre 2018, Philippe Grosvalet, président du conseil départemental de la Loire-Atlantique demande au président de la République Emmanuel Macron d'organiser un référendum décisionnel sur l'ensemble des régions administratives Bretagne et Pays de la Loire[199].
- Le 10 octobre 2020, la maire PS de Nantes Johanna Rolland annonce que le drapeau breton, le Gwenn ha Du, sera hissé sur le fronton de l’hôtel de ville, respectant une de ses promesses de campagne[200]. Le 17 décembre suivant, le drapeau breton est hissé dans la cour d'honneur de l'hôtel de ville de Nantes, aux côtés des drapeaux européen, français et nantais[201],[202].
- Le 5 février 2021, la mairie de Nantes, à travers son conseil municipal, annonce souhaiter que l'État organise un référendum décisionnel sur la question du rattachement de la Loire-Atlantique à la région administrative Bretagne[203]. Ce souhait était également une promesse électorale de la maire de Nantes Johanna Rolland qui fait suite à une pétition ayant recueilli plus de 100 000 signatures d’habitants de Loire-Atlantique en 2018, organisée par l'association Bretagne réunie qui milite pour l’organisation d’une consultation[204].
- Le 8 février 2021, à l’issue d’une commission permanente, le président du conseil régional de Bretagne Loïg Chesnais-Girard a dévoilé une plaque « Breizh 5/5 » ou « Bretagne à cinq » qui sera accrochée à l'hôtel de région de l'avenue Patton, ainsi qu'une seconde, prévue sur le fronton de l'hôtel de Courcy à Rennes[205].
- Le 1er mars 2021, les élus du conseil municipal de Languidic dans le Morbihan, votent à l'unanimité pour la tenue d’un référendum sur une réunification de la Bretagne[206].
- Le 10 mars 2021, lors d'une assemblée générale à Lannion, Bertrand Nicolas, président de l'association « Breizh 5/5 » affirme que 79 communes ont déjà installé le panneau Breizh 5/5 à leur entrée[207].